# Original Single Kollektion
Original Single Kollektion es un box set producido por la banda alemana Rammstein. Contiene los primeros 6 sencillos de la banda.
Junto con los sencillos, el box set contiene un póster.

## Contenido

### Du riechst so gut
1. Du riechst so gut  (Versión del sencillo)  (4:50)
2. Wollt ihr das Bett in Flammen sehen?  (Versión del álbum)  (5:19)
3. Du riechst so gut  (Scal Remix)  (4:45)

### Seemann
1. Seemann (4:48)
2. Der Meister (4:10)
3. Rammstein in the House  (Timewriter Remix)  (6:24)

### Engel
1. Engel (4:23)
2. Sehnsucht (4:02)
3. Rammstein  (Eskimos & Egypt Radio Remix)  (3:41)
4. Rammstein  (Eskimos & Egypt Instrumental Remix)  (3:27)
5. Rammstein  (Original)  (4:25)

### Engel(Fan Edition)
1. Engel  (Versión extendida)  (4:34)
2. Feuerräder  (Versión demo en vivo)  (4:47)
3. Wilder Wein  (Versión demo)  (5:41)
4. Rammstein  (Eskimos & Egypt Instrumental Remix)  (3:27)

### Du hast
1. Du hast  (Versión del sencillo)  (3:54)
2. Bück dich  (Versión del álbum)  (3:21)
3. Du hast  (Remix por Jacob Hellner)  (6:44)
4. Du hast  (Remix por Clawfinger)  (5:24)

### Das Modell
1. Das Modell (4:46)
2. Kokain (3:09)
3. Alter Mann  (Versión especial)  (4:22)

- Datos: Q974130